# برنارد راب
برنارد راب (بالفرنسية: Bernard Rapp)‏ هو مذيع أخبار وصحفي وكاتب سيناريو وكاتب ومخرج فرنسي، ولد في 17 فبراير 1945 في باريس في فرنسا، وتوفي بنفس المكان في 17 أغسطس 2006 بسبب سرطان الرئة.

## وصلات خارجية
- برنارد راب على موقع IMDb (الإنجليزية)
- برنارد راب على موقع ألو سيني (الفرنسية)
- برنارد راب على موقع أول موفي (الإنجليزية)
- برنارد راب على موقع قاعدة بيانات الفيلم (الإنجليزية)
- برنارد راب على موقع كينوبويسك (الروسية)